# 太陽綴殼螺
太陽綴殼螺（学名：Xenophora solarioides）为綴殼螺科綴殼螺屬下的一个种。